# ديريك اسامواه
ديريك اسامواه (هانغل: 데릭 아사모아) (بالإنجليزية: Derek Asamoah)‏ (1 مايو 1981 بأكرا في غانا - ) هو لاعب كرة قدم كوري جنوبي وغاني في مركز الهجوم. شارك مع منتخب غانا لكرة القدم. أما مع النوادي، فقد لعب مع بوهانغ ستيلرز وشروزبري تاون ونادي لوكوموتيف صوفيا ونادي نيس وهاميلتون أكاديميكال ونادي تشستر سيتي ولينكولن سيتي أف سي ونادي مانسفيلد تاون ونادي كارلايل يونايتد ونادي سلاو تاون وتشونام دراغونز ونادي دايجو ونادي نورثامبتون تاون.

## وصلات خارجية
- ديريك اسامواه على موقع دوري كوريا الجنوبية (الإنجليزية)
- ديريك اسامواه على موقع قاعدة بيانات كرة القدم.إي يو (الإنجليزية)
- ديريك اسامواه على موقع ناشيونال فوتبول تيمز (الإنجليزية)
- ديريك اسامواه على موقع Soccerbase.com (لاعب) (الإنجليزية)
- ديريك اسامواه على موقع Soccerway.com (الإنجليزية)